# Dasybasis moretonensis
Dasybasis moretonensis är en tvåvingeart som först beskrevs av Ferguson och Hill 1922.  Dasybasis moretonensis ingår i släktet Dasybasis och familjen bromsar. Inga underarter finns listade i Catalogue of Life.